# コリーン・ハナブサ
コリーン・ワカコ・ハナブサ（英語: Colleen Wakako Hanabusa、日本名：花房 若子〈はなぶさ わかこ〉、1951年5月4日 - ）は、アメリカ合衆国・ハワイ州出身の政治家、民主党員。 アメリカ合衆国下院議員(通算4期)、第11代ハワイ州上院議長。

## 経歴・人物
ハワイ州ワイアナエに、ガソリンスタンドを営む家庭に生まれる。コリーン自身は、日系四世にあたる。母方の祖父は第二次世界大戦中にオアフ島のホノウリウリ収容所に、父方の祖父はサンタフェの収容所に勾留されていた。
1969年、セントアンドリューズ修道院を卒業し、ハワイ大学で1973年に経済学と社会学の学士号、1975年に社会学の修士号を取得した。1977年にはハワイ大学のウィリアム・S・リチャードソン法科大学院で法務博士（専門職）を取得した。
1998年11月、ハナブサはハワイ州上院議員選挙に出馬し、地元ワイアナエが含まれる第21区から立候補した。ハナブサは州上院院内総務を務めた後、2006年にアメリカ初の女性州上院議長に選出され、アジア系アメリカ人女性として初めて州議会議長を務めた。

### アメリカ下院議員への道

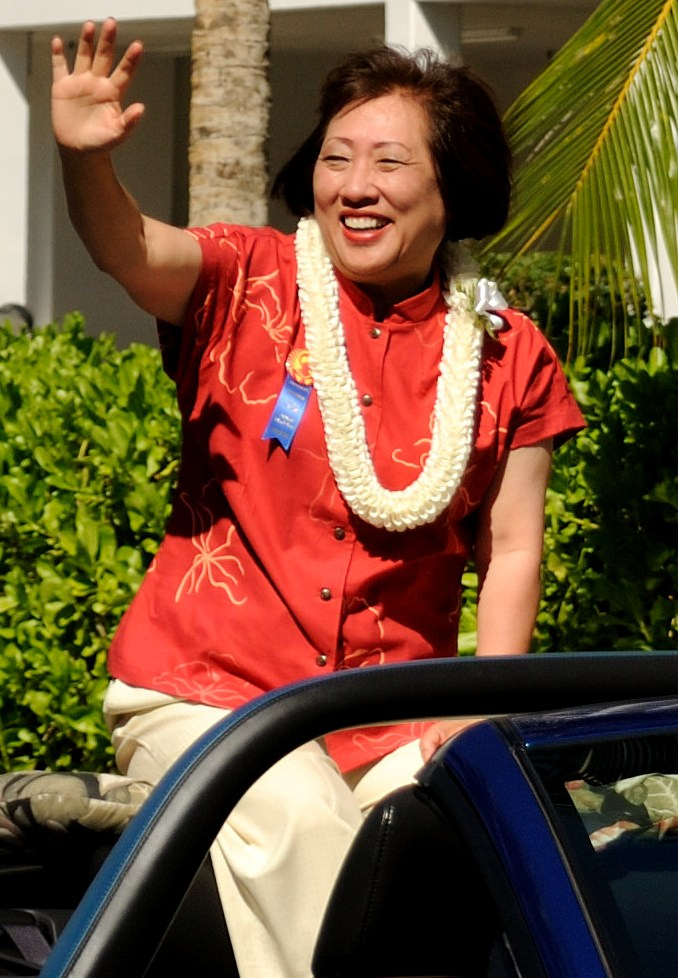
アロハ・フローラル・パレードに参加するハナブサ(2010年)

ハワイ州第2選挙区のパッツィ・ミンク下院議員が亡くなったため、残り任期を引き継ぐ特別選挙が2003年1月に行われた。ハナブサは同選挙に出馬したが、民主党保守派のエド・ケースに敗れて落選した。2006年、ケースが上院議員選挙への出馬を表明したため、議席が空き、ハナブサは下院議員選に出馬した。しかし、民主党予備選でメイジー・ヒロノに破れ、ヒロノがそのまま当選を果たした。
2010年、ハワイ州知事に出馬するため、ニール・アバークロンビーが下院議員を辞任。ハワイ州第1選挙区が空席となり、2010年特別選挙が開催された。また、この年は通常の下院議員選挙が行われる年であり、5月に第111議会の下院議員を選ぶ特別選挙が行われ、11月に第112議会の下院議員を選ぶ通常選挙が行われるという異例の事態となった。
ハナブサは2つの下院議員選挙への出馬を表明するが、同じ民主党のエド・ケースも出馬を表明した。候補の一本化のための動きも見られたが、リベラル系のハナブサと保守系のケースでは支持基盤と主張が異なるため、交渉はなかなかまとまらず、総選挙に民主党から2人の主要候補が出馬することになった。5月22日に投票が行われ、共和党のチャールズ・ジョウが39.4%の票を獲得し、当選を果たした。ハナブサは30.8%を獲得して2位につけ、ケースは27.6%と3位に沈んだ。共和党の下院議員がハワイ州から選出されるのは1970年代のパッツイー・ミンク以来のことであった。
アメリカ上院議員のダニエル・イノウエとダニエル・アカカは、2つの選挙でハナブサへの支持を表明した。2006年、当時連邦下院議員だったケースは、連邦上院議員選挙への出馬を表明し、現職のアカカと対立したことがあった。この事件は「アカカ紛争」と呼ばれ、イノウエとアカカがハナブサへの支持に回ったのはこの事件の影響があるのではないかと推測されていた。5月31日、ケースは下院議員選挙からの撤退を表明し、ハナブサへの支持を表明した。ハナブサは党からの支持を一本化できたこともあり、2010年通常選挙では49.6%の票を確保し、チャールズ・ジョウ(43.6%)との再選を制した。
ハナブサはジョージア州のハンク・ジョンソン、ハワイ州第2選挙区のメイジー・ヒロノについで、3人目の仏教徒下院議員であった。また、2010年当時、下院議員団で非キリスト教徒が100%を占める州はハワイのみであった。

### 2014年上院議員選挙
2012年、選挙では再びジョウとの再選となり、54.6%の票を集め、当選した。12月17日、ダニエル・イノウエ上院議員が任期中に死去した。イノウエは死を目前として、ニール・アバークロンビーハワイ州知事に対して、自身の後継者としてハナブサを任命するよう要請する手紙を贈っていたため、ハワイ民主党は、イノウエの任期を継ぐ候補として、ハナブサら3人を選んだ。アバークロンビー知事は3人のリストの中から当時副知事を務めていたブライアン・シャッツを指名し、12月26日にシャッツは上院議員に任命された。
2013年5月2日、ハナブサは民主党予備選でシャッツに挑戦すると述べ、2014年上院議員選挙への出馬を発表した。5月、ハナブサはイノウエの妻アイリーン・イノウエからの支持を受けた。ハナブサは選挙運動にあたって、かつてイノウエの元で働いていたスタッフを雇った。陣営によって世論調査の結果が異なるなど、選挙は激戦となった。8月11日に投票が行われ、シャッツは、ハナブサが113,633票(47.8%)、シャッツが115,445票(48.5%)を獲得し、ハナブサはわずかに及ばなかった。

### アメリカ下院議員への復帰
2016年5月、マーク・タカイ下院議員は、ハナブサの後を引継いでハワイ州第2選挙区の議席を確保していたが、膵臓癌のため、同年の選挙への不出馬を宣言した。ハナブサは、第2選挙区への出馬を宣言。タカイは、2016年7月20日に亡くなる直前、ハナブサが選挙区を継ぐことを承認していた。8月3日、ハナブサは、定期選挙と同日に行われる特別選挙にも出馬し、第114回議会のタカイの任期を引き継ぐと発表した。11月6日、投票が行われ、ハナブサはどちらの選挙にも勝利を収めた。 

### 2018年州知事選
ハナブサは2018年下院議員選挙に立候補せず、ハワイ州知事選への立候補を表明した。民主党予備選挙で現職のデービッド・イゲ知事に挑戦した。2018年5月までの世論調査では、ハナブサが優勢であったが、ハナブサは43.4％に止まり、イゲ(得票率：50.2％)に敗れた。

### ホノルル市長選挙
2020年、ハナブサはホノルル市長選挙への出馬を表明した。2月29日、上位2名のみが本選挙に出馬できる予備選挙で、リック・ブランジャルディ、キース・アメミヤに継ぐ3位となり、落選した。後日、ハナブサはブランジャルディへの支持を表明した。11月、ブランジャルディが当選を果たし、市長に就任した。